# Amani Reddihallikere, Chik Ballapur
Amani Reddihallikere là một làng thuộc tehsil Chik Ballapur, huyện Kolar, bang Karnataka, Ấn Độ.